# 公眾假日
公眾假日，又常被稱為法定假日、公休假、國定假日、公共假期、公眾假期、法定假期、勞工假期、工廠假期、法定节假日，泛指被法律所承認的通用的假日。這種假日被立法或行政機關，依法律或法律所賦予的職權所發布的行政命令所公告。由於假日在日曆上通常以紅色顯示，故俗稱紅日。
在多宗教的國家裡，通常不會將特定宗教的節日定為法定假日。但可能將傳統節日定為法定假日，例如農曆春節。或是將世界通用的節日定為法定假日，例如1月1日的元旦。
周末虽然是休息日，但不属于公众假日。

## 各地情況

### 中華人民共和国
全体公民节假日共13天
- 新年：1月1日
- 春节：农历除夕至初三，放假四天（通常在1月21日至2月22日之间）
- 清明节：太阳到达黄经15°的日期（通常在4月4日至4月6日中的一天）
- 劳动节：5月1日至2日，放假两天
- 端午节：农历五月初五（通常在5月27日至6月26日之间）
- 中秋节：农历八月十五（通常在9月7日至10月8日之间）
- 国庆节：10月1日至3日，放假三天

部分公民节假日：
- 妇女节：3月8日，妇女放假半天
- 青年节：5月4日，14-28周岁青年放假半天
- 儿童节：6月1日，0-14周岁少年儿童放假一天
- 建军节：8月1日，现役军人放假半天。

少数民族节假日，由各少数民族聚居地区的地方人民政府，按照各该民族习惯，规定放假日期。

### 香港
如僱員在法定假日需上班或為原定休息日，僱主需於30天內安排補假。
以下為法定假日
- 元旦
- 農曆年初一
- 農曆年初二
- 農曆年初三
- 清明節
- 耶穌受難節（2028年起）
- 耶穌受難節翌日（2030年起）
- 复活节星期一（2026年起）
- 勞動節
- 佛誕（2022年起）
- 端午節
- 香港特別行政區成立紀念日
- 中秋節翌日
- 國慶日
- 重陽節
- 聖誕節
- 聖誕節後第一個周日（2024年起）

### 澳門
如僱員在強制性假日需上班，僱主須為當天上班的僱員給予額外報酬，另外還要為其在三十日內進行補假，但可以協商形式以一日基本報酬代替該補假。
以下為「強制性假日」。
- 1月1日
- 農曆年初一
- 農曆年初二
- 農曆年初三
- 清明節
- 勞動節
- 中秋節翌日
- 重陽節
- 國慶日
- 澳門特別行政區成立紀念日

### 中華民國
勞工在國定假日的時間內工作時，僱主應依法予以加計薪資，或給予放假，或調移假日予以補假。
- ‍元旦：1月1日
- 小年夜：除夕前一日
- 除夕：農曆十二月最後一日
- ‍春節：農曆正月初一至初三
- ‍二二八和平紀念日：2月28日
- 兒童節：4月4日
- ‍清明節：4月4日-5日
- ‍勞動節：5月1日
- ‍端午節：農曆五月初五
- ‍中秋節：農曆八月十五
- 教師節：9月28日
- ‍國慶日：10月10日
- ‍台灣光復暨金門古寧頭大捷紀念日：10月25日
- 行憲紀念日：12月25日
- 各族原住民的歲時祭儀：僅具有原住民族身份者可放假，大多集中在下半年，視不同族群之歲時祭儀而定

### 越南
- 2007年以前，越南一年仅享有8天公众假期，2007年3月，公眾假期天數增加到10天。如果假日刚好处于週末，那么在次周週一会补一天假

### 新加坡
- 新加坡人每年享有11天的公共假期 (極少數年份為12天，像是適逢選舉)，雇主必須在公共假日當天讓員工休假，而如有員工在公共假期工作的話，雇主必須給予加班費

### 美国
- 元旦：1月1日-1月3日。
- 马丁路德金纪念日：一月的第三个星期一。（在1月15日-1月22日之间）
- 总统节：二月第三个星期一。（在2月15日-2月22日之间）
- 阵亡将士纪念日：五月的最后一个星期一（在5月25日-5月31日之间)
- 美国国庆：7月4日。
- 劳动节：九月的第一个星期一（在9月1日-9月7日之间）
- 感恩节：十一月的第四个星期四（在11月16日-11月25日之间）
- 圣诞节：12月25日。

## 外部連結
- 中華民國-紀念日及節日實施辦法 （页面存档备份，存于）
- 香港-法定假日 （页面存档备份，存于）